# 切斯沃德 (特拉华州)
切斯沃德（英語：Cheswold），是美国特拉华州肯特县（Kent）下属的一座城镇，面积为4.76平方公里，均为陆地。2011年的数据显示该地有人口1,401人。论人口在本州排行第24。